# 合江碘泡虫
合江碘泡虫（学名：Myxobolus hokiangensis）为碘泡科碘泡虫属的动物。在中国，分布于四川等，营寄生生活，寄生在鲫的膀胱、输尿管。